# 21549 Керолінланґ
21549 Керолінланґ (21549 Carolinelang) — астероїд головного поясу, відкритий 17 серпня 1998 року.
Тіссеранів параметр щодо Юпітера — 3,182.